# Young Dirty Bastard
Barsun Unique Jones (n. 9 Aprilie 1989), cunoscut sub numele sale de scenă Boy Jones și Young Dirty Bastard (des abreviat YDB), este un rapper american. El, este fiul lui O.D.B.

## Viața
Barsun Unique Jones s-a născut in data de 9 Aprilie 1989, fiind primul copil al rapper-ului Ol' Dirty Bastard și al lui Icelene Jones, astfel el este verișor cu rapperii RZA și GZA.
Young Dirty Bastard a fost suspendat des în școala primară. El a crescut într-un cartier violent; membrii ai familiei înarmați care să-l protejeze, erau o prezență constantă în viața lui. Cât timp era copil, tatăl său a fost împușcat de două ori. Cât timp O.D.B., era încarcerat, familia lui, avea probleme cu banii.
Când avea 9 ani, tatăl său l-a dus la un spectacol la Teatrul Apollo eveniment ce l-a inspirat să devină rapper. După acest eveniment, a început să scrie versuri într-un caiet și a început să înregistreze rap, pe calculatorul său. O.D.B., l-a sfătuit să aleagă o altă carieră dar, Barsun nu l-a ascultat. De muzică s-a apucat serios la mijlocul adolescenței, în perioada in care tatăl său a decedat din cauza unei supradoze. În timpul înmormântării s-a urcat pe scenă și a spus: "[tatăl meu, Ol' Dirty Bastard], n-a plecat nicăieri... El trăiește prin mine." Ulterior, mama lui, s-a mutat cu familia din New York City în Norcross, Georgia, sperând ca performanța școlară al lui Barsun, să se îmbunătățescă. În același timp mama lui, voia să scape de rudele care doreau drepturile de autor ale lui Ol' Dirty Bastard. După acest eveniment, s-a lăsat de școala și s-a concentrat pe cariera muzicală. RZA i-a devenit mentor și îl lua cu el prin concerte, familiarizându-l cu ceilalți membrii ai Wu-Tang Clan. În trupă l-a inlocuit pe tatăl său dar nu a devenit membru oficial.

## Cariera

### Muzica
În 2013, la Rock the Bells Festival, a cântat alături de o hologramă a tatălui său.
În octombrie 2018, a cântat la Jimmy Kimmel Live! împreună cu restul membrilor Wu-Tang Clan.

### Alte aventuri
În 2019, și-a făcut debutul în reality-show la emisiunea ''Growing Up Hip Hop: New York''. De asemenea, a încercat să joace rolul tatălui său, în emisiunea "Wu-Tang: An American Saga" dar, ulterior rolul i-a fost acordat lui T.J. Atoms. RZA a declarat că a decis să nu-i ofere rolul lui Barsun deorace, abilitățile sale de actorie erau inadecvate, recunoscând că seamănă mult cu tatăl său.

## Stilul muzical
Atunci când el, cântă cu Wu-Tang, îndeplinește rolul tatălui său. YDB, susține că atunci când O.D.B. a decedat sufletul său, a sărit în el, rezultând în abilitatea de a-și imita bine tatăl. Young Dirty Bastard, spune că influențele sale sunt: liderul religios Elijah Muhammad, activistul pentru drepturile civile Malcolm X, rapperii Eminem și 50 Cent și Wu-Tang Clan. În particular, îl descrie pe RZA ca mentorul lui.

## Viața personală
În 2014, Young Dirty Bastard, a dezvăluit că a fost diagnosticat cu cancer testicular. A spus că nu va face tratament medical, deoarce nu are încredere în doctori. În 2019 a explicat că a supraviețuit cancerului "de câteva ori" și că la un moment dat a avut un atac de cord. El, susține teoria conspirației conform căreia SIDA a fost creata artificial.
Nu bea sau fumează deoarce, atribuie aceste lucruri, morții tatălui său și din cauza dezaprobării mamei sale. Se descrie ca fiind vegetarian dar, mănâncă pui. Este un adept al Națiunii Islamului.
În 2019, acesta avea 6 copii și locuia în orașul Stone Mountain, Georgia.
În 2021, verișorii săi Odion și David Turner (la rândul lor rapperi) au fost uciși în Portland,Oregon.